# Joseph Khalil Aoun

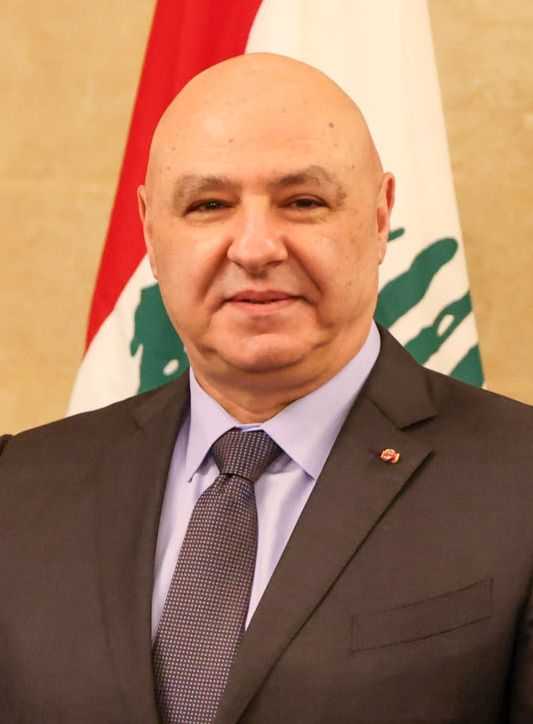
Joseph Khalil Aoun, Januar 2025

Joseph Khalil Aoun (arabisch جوزاف خليل عون, DMG Ǧūzāf Ḫalīl ʿAwn; * 10. Januar 1964 in Sin el-Fil) ist ein libanesischer General und war von 2017 bis Anfang 2025 der Oberbefehlshaber der libanesischen Streitkräfte. Seit dem 9. Januar 2025 ist er Präsident des Libanon.

## Früheres Leben und Ausbildung
Aoun wurde am 10. Januar 1964 im Beiruter Vorort Sin el-Fil im Bezirk Metn als Kind von Hoda Ibrahim Makhlouta und Khalil Aoun geboren. Er absolvierte die Sekundarschule am Collège des Frères Mont La Salle. Seine Familie stammt ursprünglich aus der Stadt Al-Aaishiyah im Südlibanon.
Aoun schrieb sich an der Libanesisch-Amerikanischen Universität ein, um einen Bachelor-Abschluss in Politikwissenschaft und internationalen Angelegenheiten zu machen, den er 2007 abschloss. Er besitzt außerdem einen Bachelor-Abschluss in Militärwissenschaft von der Militärakademie der libanesischen Armee.

## Militärkarriere

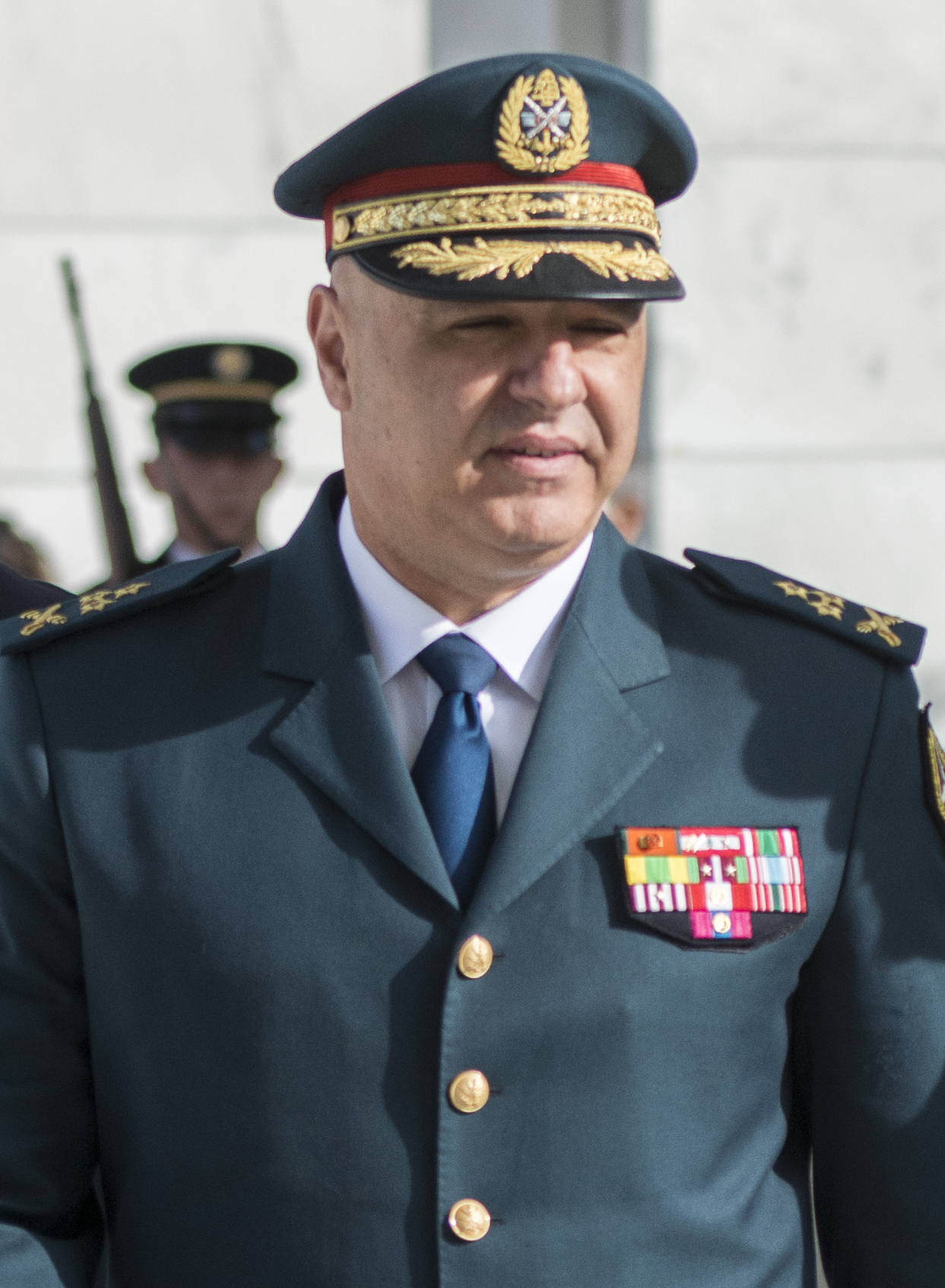
Joseph Khalil Aoun, Juni 2018

Aoun trat 1983 der libanesischen Armee bei. Er wurde im Ausland ausgebildet, insbesondere in den Vereinigten Staaten und Syrien. Außerdem absolvierte er 2008 in den USA und 2013 im Libanon eine Ausbildung zur Terrorismusbekämpfung.
Im Libanesischen Bürgerkrieg diente Aoun 1990 als Leutnant unter dem Kommando des Maghaweer-Führers Bassam Gergi in der Adma-Kaserne. Während der Schlacht um Adma im entscheidenden Kampf zwischen Teilen der Armee unter Michel Aoun und der christlichen Miliz Forces Libanaises unter Samir Geagea im christlich dominierten Ostbeirut wurde Gergi getötet und Aoun übernahm die Führung innerhalb der Maghaweer-Gruppe. Im Jahr 2015 wurde Aoun zum Kommandeur der 9. Brigade ernannt, die an der Grenze zu Israel stationiert war. Am 8. März 2017 ernannte ihn die libanesische Regierung zum Oberbefehlshaber der libanesischen Streitkräfte (LAF) und ersetzte damit Jean Kahwagi. Aoun führte bereits Kämpfe gegen den IS (ISIS) im Ostlibanon, wo sich Hunderte von Kämpfern des IS und der Al-Nusra-Front an der Grenze zu Syrien verschanzt hatten. Am 19. August 2017 kommandierte er die Operation Jroud Dawn, eine erfolgreiche Offensive zur Vertreibung der Kämpfer aus ihren Hochburgen.
Nach den Protesten im Libanon und der politischen Blockade äußerte sich General Aoun am 8. März 2021 öffentlich zur libanesischen Liquiditätskrise und ihren Auswirkungen auf das Militär. Seine Rede ging in den sozialen Medien viral. Am 15. Dezember 2023 stimmte das libanesische Parlament für eine Verlängerung von Aouns Amtszeit um ein Jahr, was vor allem von der libanesischen Opposition, der Amal-Bewegung und der Progressiven Sozialistischen Partei unterstützt wurde. Während dieser Zeit führte er die LAF durch die israelische Invasion des Libanon im Jahr 2024. Am 28. November 2024 stimmte das Parlament für eine zweite Verlängerung seiner Amtszeit.

## Politische Karriere
Aouns mögliche Präsidentschaftskandidatur wurde erstmals im Juli 2022 von Samir Geagea angesprochen, der meinte, er wäre ein guter Nachfolger von Michel Aoun. Bei einem Besuch von Beamten erklärte Katar seine Unterstützung für seine Kandidatur und versprach, die Armee mit finanzieller und militärischer Hilfe zu unterstützen; die Vereinigten Staaten folgten ebenfalls mit Unterstützung. Der Gesandte in Doha bildete eine Gruppe aus fünf Nationen, darunter die USA, Frankreich, Saudi-Arabien und Ägypten, um Gespräche zu führen und die vakante Präsidentschaftsstelle im Libanon zu lösen. Die meisten Länder bekräftigten dabei ihre Unterstützung für Aouns Wahl. Walid Dschumblat war der erste, der bekannt gab, dass der von ihm angeführte Block der Demokratischen Versammlung ihn wählen werde. Mit breiter Unterstützung wurde er Anfang 2025 als ein Kandidat für das seit dem Auslaufen der Amtszeit von Michel Aoun vakante Präsidentenamt des Landes vorgestellt.
Am 9. Januar 2025 wurde Aoun im zweiten Wahlgang zum 14. Präsidenten des Libanon gewählt. Bei der Vereidigungszeremonie gelobte er, die Mafia, den Drogenhandel und die Einmischung in das Justizsystem zu bekämpfen. Eine erste Dienstreise führte ihn nach Saudi-Arabien. Der von Aoun unterstützte Premierminister, der bisherige Präsident des internationalen Gerichtshofs Salam, wurde zeitnah vom Parlament bestätigt.

## Persönliches Leben
Aoun ist mit Nehmat Nehmeh verheiratet. Sie haben zwei Kinder, Khalil und Nour. Er spricht fließend Arabisch, Französisch und Englisch. Er ist nicht verwandt mit Michel Aoun, seinem Vorgänger als Präsident des Libanon und Kommandeur der libanesischen Streitkräfte, obwohl beide libanesische maronitische Christen sind. Im Rahmen des Nationalpakts werden der Präsident und der Kommandeur der libanesischen Streitkräfte immer aus der maronitischen Gemeinschaft ausgewählt.

## Ehrungen und Auszeichnungen
| Schleife | Beschreibung                             | Hinweise                |
| -------- | ---------------------------------------- | ----------------------- |
|          | Kriegsmedaille                           | Dreimalige Auszeichnung |
|          | Medaille der Verwundeten                 | Dreimalige Auszeichnung |
|          | Medaille der nationalen Einheit          |                         |
|          | Medaille der Morgenröte des Südens       |                         |
|          | Militärische Tapferkeitsmedaille, Silber |                         |
|          | Verdienstorden 3. Klasse                 |                         |
|          | Verdienstorden 2. Klasse                 |                         |
|          | Verdienstorden 1. Klasse                 |                         |
|          | Ritter des Nationalen Ordens der Zeder   |                         |
|          | Offizier des Nationalen Ordens der Zeder |                         |